# 必殺シリーズ10周年記念スペシャル 仕事人大集合
『必殺シリーズ10周年記念スペシャル 仕事人大集合』（ひっさつシリーズ10しゅうねんきねんスペシャル しごとにんだいしゅうごう）は、1982年10月1日の金曜日21:05 - 23:18に、テレビ朝日系列で放送された、朝日放送と松竹（京都映画撮影所、現・松竹撮影所）共同製作のテレビ時代劇。主演は藤田まこと。必殺シリーズ開始10周年を記念しての長時間スペシャル第2弾である。

## 概要
必殺シリーズ10周年記念と銘打って、棺桶の錠、知らぬ顔の半兵衛、仕掛の天平などの名立たる殺し屋たちが登場し、各々の殺しのシーンでは過去シリーズで、お馴染みのBGMが挿入されるといった、ファンサービス的な作品である。準備稿では山崎努が念仏の鉄として登場予定の一方、棺桶の錠の出番が無かった。その後、決定稿で、念仏の鉄の役目を知らぬ顔の半兵衛が務めることになり、棺桶の錠の出番も追加されている。
『新・必殺仕事人』の最終回で離ればなれとなったレギュラー達が本作にて再集結し、この翌週から放映開始となる『必殺仕事人III』の第1話へと繋がるという橋渡し的な作品。ただし、個々の登場人物の経歴、特に生死に関しては客演元作品との矛盾が多く、あくまでパラレル ワールドの世界観となっている。
本作の最終舞台は長崎で「江戸の仇を長崎で討つ」という喩えの韻を踏んだ趣向になっている。滅多に江戸から離れることの無い主水だが、以降の必殺スペシャルでは様々な場所へ出向き、活躍している。
余談だが、本作の放送日である1982年10月1日はテレビ朝日系列局である鹿児島放送の開局日でもあった。

## あらすじ
オランダ商館の一行が江戸に到着したその日、抜け荷検めの船手同心が殺され、江戸で唯一オランダ品を商う大店の江戸屋が襲われて一人残らず惨殺された。いずれも人間の仕業とは思われない酷い手口であった。
仕事人の伊八が元締・鹿蔵の許へ病気の妻のために鹿蔵が工面してくれた金を返しに現れる。まとまった金が手に入ったと言う伊八を鹿蔵は江戸屋の件で疑うが、伊八は仕事の仔細を鹿蔵に打ち明けて釈明する。
その夜、伊八は品川の女郎宿にオランダ商館のカピタンを標的とした仕事に向かったが、彼はすでに布団で冷たくなっており、伊八はカピタンの従者であるセクンデに銃殺される。伊八の受けた仕事に嘘があると見抜いた鹿蔵は、頼み人の通訳・篠原を訪ね、篠原とセクンデから伊八の弔い料を奪い取る。翌朝、数十発もの銃弾を受けた鹿蔵の遺骸が大川に浮かび、主水はその残虐性から皆殺しにあった江戸屋や船手同心の惨殺事件との関連を疑う。
数日後、主水は長崎奉行所への栄転が決まり、せんとりつを伴い、長崎へ向かう。一方、おりくは鹿蔵からの手紙によって、一連の事件にはオランダ人一行が関与していることを知り、江戸に戻るが、鹿蔵の死を知り、その大坂で決着を付けるべく、長崎へ向け、出発したオランダ人の一行を追う。
一方、長崎に向かっていた主水一家は、駿州蒲原宿に差し掛かったところで、せんが足の痛みを訴え、やむなく旅籠に宿泊する事になったが、せんとりつは旅籠の近くの神社の露店で、屋根から落ちて重傷を負った屋根屋の荒療治を行っていた謎の整体師（名倉堂与市）と出くわし、足腰の荒療治を受ける。その頃、旅籠の二階で休んでいた主水は、ボロボロの衣装で熊野権現の辻占いを売っていたかつての仕事仲間・加代の姿を見掛け、再会を果たす。
秀は遠州舞坂にいた。ある日、知らぬ顔の半兵衛と共に仕事を済ませた秀は、カピタンの妹・マリアと出会う。その直後、渡世人姿の外国人に襲撃されたところを半兵衛に救われる。半兵衛と別れた秀は加代や主水と再会を果たすが、油断した隙を突かれ、仕事人の与市にマリアを奪われてしまう。
主水たちが大坂に着いて早々、仕掛の天平が主水に近づき、寅拾番会に誘う。寅拾番会で仕事人が殺しの依頼を競り落とす、その席にはおりくがいた。おりくはオランダ商品の抜け荷と利権絡みで悪事を働く角屋宗兵衛とセクンデの殺しを百両で落札し、主水にも加わるよう頼むが…。

## 登場人物
『必殺仕業人』の「あんたこの替玉をどう思う」における特別企画を除くと必殺シリーズで、緒形拳と藤田まことが同じ作品に出演したのは本作のみである。山田五十鈴、森田健作、緒形が揃ったのは『必殺からくり人』以来で、山田と沖雅也は『必殺からくり人・富嶽百景殺し旅』以来の共演。中条きよし、フランキー堺、西郷輝彦は『恐怖の大仕事』から連続出演である。主水と秀、勇次の三人が集う場面が全く無い。また本作の前週まで放送された『新必殺仕舞人』の面々が全く登場していない。

### 仕事人
中村主水
演 - 藤田まこと
『新・必殺仕事人』最終回で、裏の仕事から足を洗っていたが、栄転先の長崎奉行所に向かう途中の上方で寅拾番会に誘われ、おりくと再会する。最初は協力を断ったが、セクンデ一味の罠に嵌った虎と天平が死んだことを知り、その復讐として仕事人への復帰を決意する。
秀
演 - 三田村邦彦
前作の最終回で江戸を離れた後、遠州・舞坂で、かつて江戸で裏稼業を行っていた半兵衛とコンビを組み、裏の仕事を続けていた。半兵衛の気まぐれで解散した後に、謎の一団に命を狙われて住処に逃げ込んでいたマリアとともに、彼女が片言に言う長崎へ同行することを決意する。
その後、加代や主水との再会を果たし、上方でおりくたちと合流し、鹿蔵の弔い合戦としてセクンデと角屋との決戦に望むが、この事はセクンデと密かに内通していた外道仕事人の美代次を通じて相手側に筒抜けになっており、逆にセクンデ一味の罠に嵌まりそうになるが、天平の機転でおりくと共にほうほうの体で逃げ出した。
その後は主水たちと再び合流し、再び長崎へ向かい、出島での最終決戦に挑んだ。
加代
演 - 鮎川いずみ
前作の最終回で江戸を離れたが、離れるきっかけとなった富くじで得た五百両を行きずりの男に騙されて持ち逃げされ、流浪者として、各地を転々としていた。蒲原宿で主水と再会を果たした後、舞坂で秀と半兵衛の殺しを目撃し、その後は秀らとともに長崎に向かい、出島潜入の際の手引きなどを行う。
勇次
演 - 中条きよし
前作の最終回で、仕事人グループの解散後も江戸に残っていた。鹿蔵の死を目の当たりにし、仕事人の流儀に沿って、鹿蔵の敵を討つために、おりくとともに異人団一行を追って西に向かうが、大坂でのセクンデ一味襲撃の際、セクンデの罠で敵に捕らえられてしまう。
室津沖に停泊していたセクンデ一味の船の中で一味の拷問を受け、一時は体の自由が効かなくなる程の重傷を負うが、セクンデ一味の船から棺桶の錠らと共に脱出した後は、長崎にいる主水たちと合流。長崎の唐人街の豚小屋におりくらと共に潜伏し、自ら志願して与市の荒療治を受け、出島での最終決戦に挑む。
おりく
演 - 山田五十鈴
仕事人の元締。前作の仕事の後、勇次と別れ、上方で暮らしていた。かつては一緒に所帯を持っていた鹿蔵の恨みを晴らすために上方の寅拾番会に接触し、他のグループが千両でも割に合わないと考えるセクンデ一味の仕事を、百両という破格な値で競り落とす。
しかし、その依頼は仕事人一味を炙り出す罠で、協力した虎と天平は殺害され、ほうほうの体で逃げ出し、主水に助けを求める。
義理の息子である勇次が与市の荒療治を受ける際には、豚小屋の外でひとり両手を合わせて瞑目し、勇次の完治を祈願していた。
その後、主水・加代と共に出島に乗り込み、セクンデ一味と角屋の宴席で三味線を引いた後、セクンデの部屋から拳銃を密かに盗み出し、鹿蔵の敵であるセクンデを仕留めた。
全てが終わった後、マリアと共にバタヴィアへ旅立つ棺桶の錠を勇次と二人で見送った。
名倉堂与市
演 - フランキー堺
普段は整体師を生業としているが、実は仕事人で、鹿蔵の養子である。彼らの死の秘密を探り出し、おりくらに伝える。マリアも、今回の一件の重要人物と睨み、秀の元から連れ去り、おりくたちとともに囲っていた。
セクンデ一味の拷問で体の自由が利かなくなっていた勇次の荒療治を行った後で、主水たちと出島での仕事に向かう予定だったが、その直前に、セクンデの手下に銃殺される。
服装はやいとや又右衛門と死神に近いものである。髪型と喋り方も恐怖の大仕事の時とは変わっている。
知らぬ顔の半兵衛
演 - 緒形拳
『必殺必中仕事屋稼業』の最終回で江戸を離れ、駿府で、秀とともに裏稼業を続けていたが、潮時と感じ、別れを告げる。仕事屋の登場時と比べ、長髪な風貌であった。
棺桶の錠
演 - 沖雅也
『必殺仕置人』の最終回で江戸を離れ、棺桶屋を廃業し、女郎の斡旋をしていた。仕置人グループの解散後も裏稼業は継続していた模様。かつての熱血漢は影を潜め、飄々とした性格となっていた。また、おりくに対しては敬語を使っている。
虎たちとの仕事の際に大怪我を負い、セクンデらに拉致された勇次を救出し、おりくらの元に送り届け、最終決戦の出島では主水、秀、勇次、加代、おりくとともに裏の仕事を敢行する。
その後は、マリアの案内でバタヴィアに渡る。本作では主水との再会するシーンは無い。
仕掛の天平
演 - 森田健作
『必殺からくり人』の最終回で敵とともに相撃ちとなり死亡したが、今回は上方の元締・虎の用心棒となっている。セクンデの配下と激突した際に致命傷を負い、瀕死の虎とともに爆死した。
元締・虎
演 - 藤村富美男
『新・必殺仕置人』の最終回で敵の襲撃に遭い、死亡したが、今回は上方の元締となっている。毎月寅の日に浄泉寺で行われている寅拾番会を主催している。寅拾番会の基本ルールは新仕置人と似ており、句会を模して、その結びの句にターゲットを詠み込み、仕置料をせり下げていくというもの。闇の俳諧師の面々も、全く異なる。
今回の仕事は鹿蔵を標的に殺されたため、自らも出陣したが、配下の仕事人が内通していたために計画は露呈していた。待ち伏せしていた、セクンデの手下らに銃撃され、命を落とす。
鹿蔵
演 - 中村鴈治郎
仕事人の元締。セクンデらに唆され、外道な仕事に手を染めた伊八を責め、依頼主を探り出そうとしたが、逆に仕事人組織壊滅を狙っていたセクンデ一味に素性が露見し、惨殺された。
伊八
演 - 常田富士男
鹿蔵の配下の仕事人。鹿蔵に借金があったが、カピタン殺しという大仕事を引受け、それを返済しようとした。しかし、その殺しは罠で、セクンデに銃殺されてしまう。鹿蔵が奪った弔い料の金子は、伊八の妻の元に届けられた。

### その他
中村せん / 中村りつ
演 - 菅井きん / 白木万理
主水の姑と妻。せんは長崎に行くのを散々嫌がっていたが、財産が出来ると聞いてあっさり長崎行きに同意した。終盤での主水の名前間違いで長崎から江戸に戻ることになった際は無駄に振り回されたと憤る。
筆頭同心 田中
演 - 山内敏男（現・としお）
南町奉行所の筆頭同心で、主水の上司。主水の長崎奉行所への転勤を前代未聞の人事だと驚く。

### ゲスト
カピタン
演 - リチャード・レッシュ
伊八の標的のオランダ人。伊八が駆けつけた頃にはセクンデの配下に殺されていた。なお、史実でのカピタンとは商館長を表す役職名で、個人名ではない。
マリア
演 - スターニャ・ブチンスカー
日本の江戸に隠れていたカピタンの妹。秀に匿われつつ、長崎へ向かう。全てが終わった後、錠と共にバタヴィアへ旅立つ。
妙春尼
演 - 宮本毬子
大坂・住吉の浄泉寺の尼僧で、元締の虎とは古くからの知り合い。毎月寅の日に行われる寅拾番会の会場に浄泉寺を貸し与えている。同じく浄泉寺に滞在していた秀が仕事の準備をしていた所をマリアと引き合わせるが、その後にセクンデ一味の襲撃に遭い、一味にマリアを奪われた上に惨殺された姿を主水と加代に発見される。
セクンデ
演 - アイ・ジョージ
本作の黒幕。非情な手口を使い、仕事人たちを手に掛ける。最後はおりくの撃った拳銃によって絶命した。
角屋宗兵衛
演 - 小松方正
セクンデと組み、鉄砲の密輸で荒稼ぎしていた商人。美代次の密告で仕事人たちを迎え撃ち、虎拾番会を壊滅に追い込む。最後は主水に仕留められた。
篠原
演 - 亀石征一郎
長崎・オランダ領事館の通訳で、セクンデや角屋と通じ、仕事人組織の壊滅を図ろうとした。室津沖に停泊していたセクンデ一味の船に乗船していたが、一味に捕らえられ激しい拷問を受けていた勇次が清次の手引きで脱出しようとするのを見つけて連れ戻そうとするが、同じく乗船していた仕事人の棺桶の錠の手槍に刺され、死亡した。
美代次
演 - 梅津栄
元締・虎の配下の仕事人で、寅拾番会に於いておりくがセクンデと角屋の殺しを百両で請け負った事に憤りを感じていたが、実はその裏でセクンデたちと内通し、おりくたちを罠に嵌めて殺害しようとした。しかし、与市によって捕らえられ、最後は主水の脇差に刺されて絶命した。
清次
演 - 堀内正美
セクンデ一味の悪行に加担していた日本人の一人。室津沖に停泊中の船の中で一味に激しい拷問をうけていた勇次と船の道具部屋に押し込められていたマリアを救出すべく、棺桶の錠と共に自ら手引きをして逃がそうとするが、小舟に乗り脱出しようとした所を何者かに見つかり、一味の撃った拳銃の流れ弾に当たり、海に落ちてそのまま死亡した。
竜
演 - 大前均
清次や篠原と同じくセクンデ一味の悪行に加担した日本人の一人。長崎の出島で勇次の放った三味線の三の糸によって絞め殺された。
親分
演 - 千葉保
遠州・舞坂宿で、何者かの依頼を受けた知らぬ顔の半兵衛と行動を共にしていた秀の簪によって刺殺された。
仲村主水
演 - 西郷輝彦
長崎奉行所の同心。主水は長崎奉行所へ栄転となったと思っていたが、実際は間違いであった。外見は主水に全く似ていない。
- 喜平 - 永田光男
- お夕 - 宮田圭子
- 飯盛女 - 平岡和
- 遊女 - 中塚和代
- 弥平 - 中村光辰
- 佐山 - 野上哲夫
- 医者 - 伊波一夫
- 水夫 - 美鷹健児
- 妓夫 - 諸木淳郎
- 小者 - 荻原広行
- 女中 - 倉谷礼子
- 足軽 - 松尾勝人
- 用心棒 - 東悦次
- 船頭 - 丸尾好広
- 古着屋 - 加茂雅幹
- 門番 - 伊藤克美
- 瓦職人 - 扇田喜久一
- 御用聞き - 加藤正記
- 飛脚 - 平井靖
- 料亭女将 - 山村嵯都子
- おいらん - 花柳陽要
- 芸者 - 的野真衣
- テオ - ルーク・ジョンストン
- ジェレミー - ハワード・モヘッド
- リストン - ドウェイン・ブラッドシュウ
- ヤンセン - テイラー・グランド

## 殺し技
中村主水
悪人を油断させながら、一瞬の隙を付いて、脇差を相手の急所に刺す。
秀
金属製の房が付いた金色の簪で、悪人の首筋を刺す。
勇次
表稼業に使う三味線の三の糸を悪人の首筋目掛けて投げ、首に巻き付け締め上げ、宙吊りにして弦を鳴らし、窒息死させる。
おりく
本来は三味線の撥だが、この作品では鹿蔵の恨みを晴らす仕事で、報復の意味で悪人の武器（拳銃）を使用した。
名倉堂与市
分銅が付いた紐を投げ付け、悪人を吊り下げ、相手の首を締める。この技は後に『必殺仕事人V』の組紐屋の竜が継承する。
知らぬ顔の半兵衛
悪人の首（喉元）を手拭いで押さえながら、剃刀で瞬時に切り裂く。
棺桶の錠
金属製の鏨（たがね）を手槍に変形させて、悪人の急所を刺す。
仕掛の天平
花火玉を投げ、悪人に命中させて爆破する。
元締・虎
バット型の棍棒で、悪人の頭部を強打、撲殺する。
伊八
針で、悪人の急所を刺す。『必殺仕掛人』の藤枝梅安と同じもの。

## スタッフ
- 制作 - 山内久司（朝日放送）
- プロデューサー - 仲川利久（朝日放送）、櫻井洋三（松竹）
- 脚本 - 野上龍雄、高山由紀子
- 音楽 - 平尾昌晃
- 監督 - 工藤栄一
- 撮影 - 石原興
- 照明 - 中島利男
- 美術 - 倉橋利韶
- 編集 - 園井弘一
- 殺陣 - 楠本栄一
- 特技 - 宍戸大全
- 題字 - 糸見渓南
- 制作協力 - 京都映画撮影所（現・松竹撮影所）
- 制作 - 朝日放送、松竹

## 主題歌
- 鮎川いずみ「冬の花」（CBSソニー（現・ソニー・ミュージックレコーズ））
作詞：石坂まさを、作曲：平尾昌晃、編曲：竜崎孝路

## 挿入歌
- 西崎みどり「旅愁」（ミノルフォンレコード（現・徳間ジャパン・コミュニケーションズ））※ノン・テロップ。
作詞：片桐和子、作曲：平尾昌晃、編曲：竜崎孝路
シリーズ第4作『暗闇仕留人』主題歌。第15作『必殺仕事人』第73話「断絶技 激走! 一直線刺し」の挿入歌としても使用された。
秀と加代の旅立ちのシーン、バタヴィアへ旅立つ棺桶の錠をおりくと勇次が見送るシーンで使用された。